# Pierwszy rząd Istvána Tiszy

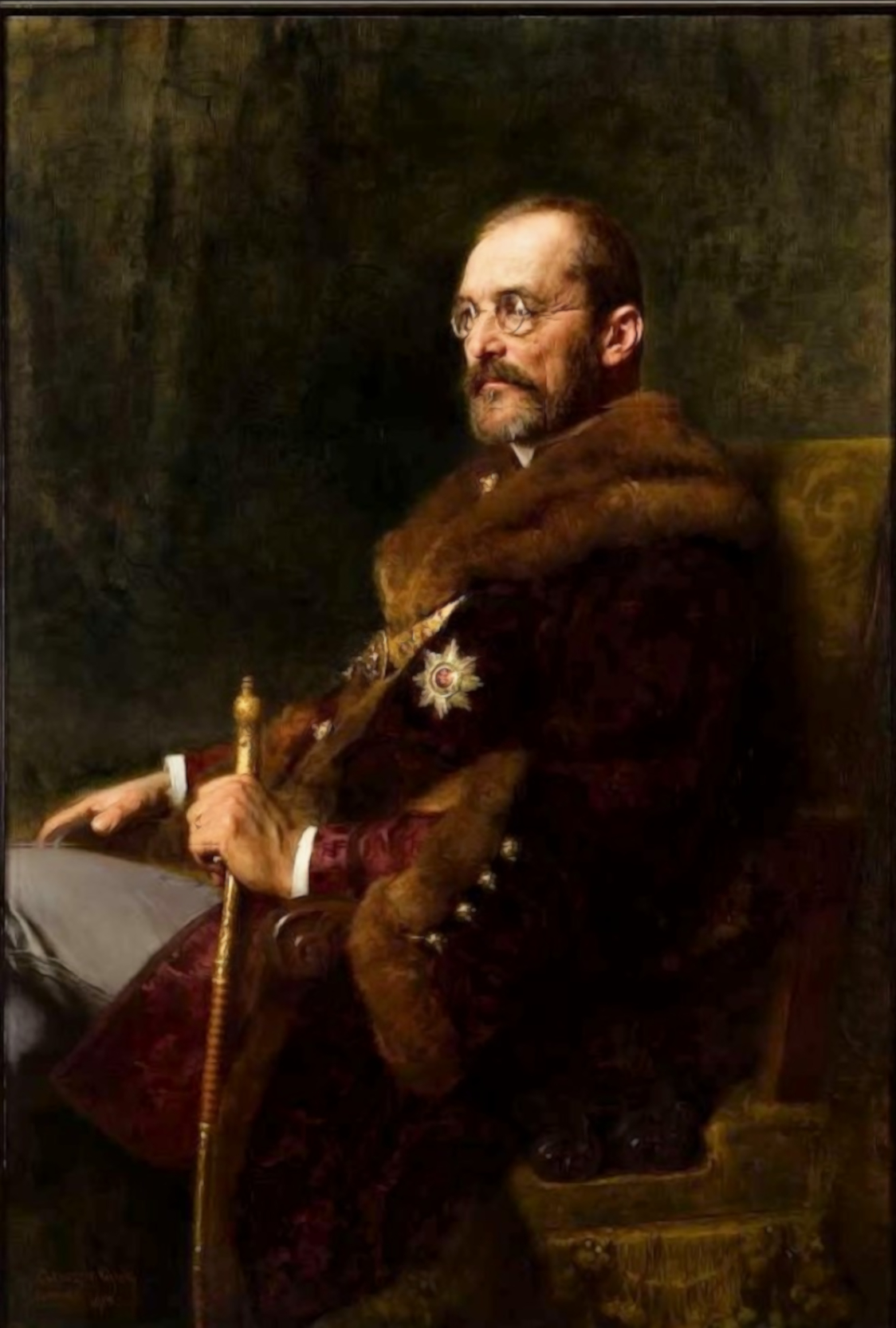
István Tisza

Pierwszy rząd Istvána Tiszy – rząd Królestwa Węgier, działający od 3 listopada 1903 do 18 czerwca 1905, pod przewodnictwem premiera Istvána Tiszy.